# The Street of Forgotten Men
The Street of Forgotten Men es una película estadounidense de melodrama y crimen mudo de 1925 dirigida por Herbert Brenon y estrenada por Paramount Pictures. La película presenta el debut de la actriz Louise Brooks en un papel no acreditado.

## Trama
Como se describe en las reseñas de una revista de cine, Portland Fancy, una mujer de Bowery, muere, dejando a su hija de cuatro hijos al cuidado de Easy Money Charlie, un mendigo que finge un muñón en las calles de la ciudad de Nueva York. Fiel a su promesa, Charlie cría a la niña lejos de la glorieta en un hermoso entorno, sin confesar nunca su falso método de ganarse la vida. Una hermosa joven que crece para comprometerse con un joven abogado que se encuentra en un entorno social inteligente. Charlie le dice a Peyton, su prometido, lo corrupto que es y luego parte hacia Australia. La joven se casa con Peyton una noche poco después del regreso secreto de Charlie, que ahora se cree muerto. Charlie vuelve a su único medio de vida después de haber golpeado a White Eye por tratar de chantajear a Peyton.

## Reparto
- Percy Marmont como Easy Money Charley
- Neil Hamilton como Philip Peyton
- Mary Brian como Mary Vanhern
- John Harrington como Bridgeport White-Eye
- Juliet Brenon como Portland Fancy
- Josephine Deffry como la holandesa Molly
- Riley Hatch como Diamond Mike
- Agostino Borgato como Adolphe
- Albert Roccardi como asistente de Adolphe
- Dorothy Walters como viuda McKee
- Lassie como un perro
- Louise Brooks como un moll (sin acreditar)
- Whitney Bolton como A Bum (sin acreditar)
- Anita Louise como Flower Girl (sin acreditar)

## Producción

### Filmación
La producción comenzó el 6 de abril y terminó alrededor del 6 de junio. La película se rodó en Astoria Studios de Paramount en Astoria, Queens. La filmación en locaciones se realizó en otros lugares de Long Island, así como en las calles de Manhattan, incluso en la Quinta Avenida y en la emblemática Little Church Around the Corner.

## Preservación
La Biblioteca del Congreso tiene una copia incompleta de la película, que consta de seis de los siete carretes. El carrete que no sobrevive es el segundo carrete de la película, que incluye la muerte de dos personajes, Portland Fancy y el perro que cuida Easy Money Charlie. En marzo de 2022, el Festival de Cine Mudo de San Francisco anunció una importante restauración de la película.